# Baklava

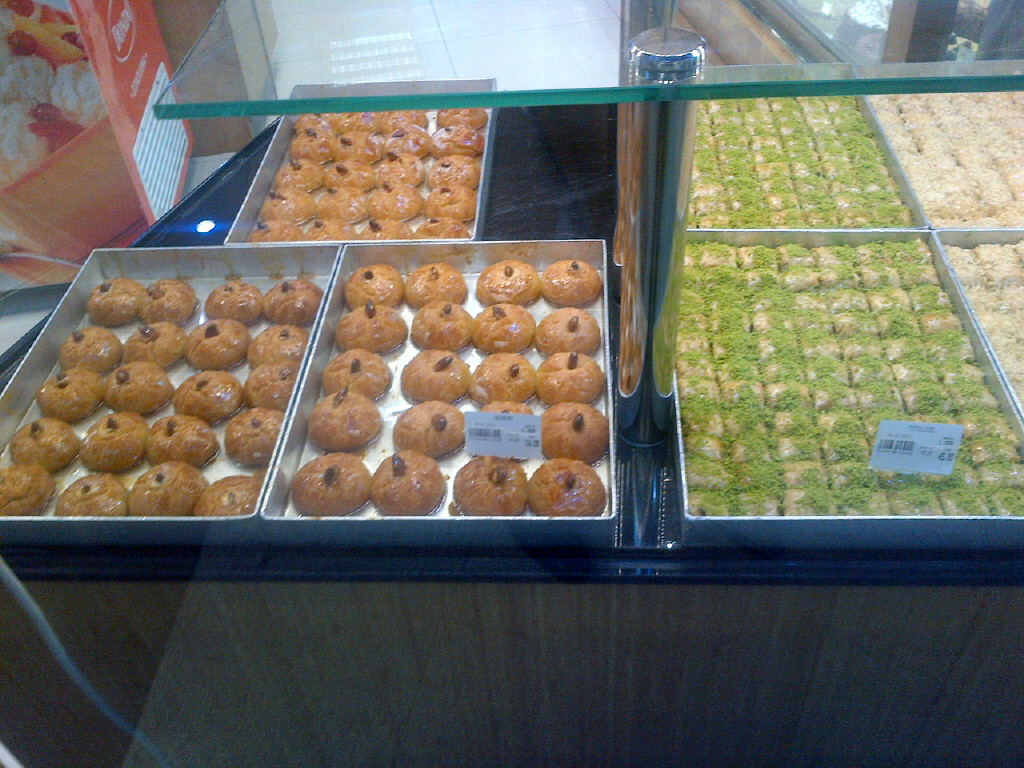
Şekerpare, baclava amb festucs (al centre) i nuriye en Ankara.

El baclava o baclaua és un pastís molt dolç característic de moltes cuines de països que eren a l'antic Imperi Otomà (cuina otomana). Està fet de capes de pasta fil·lo, farcida amb nous picades o festucs, i endolcida amb almívar o mel.
Gaziantep, una ciutat de Turquia, és famosa pel seu baclava, i, a Turquia, es coneix com la ciutat on va néixer.

## Història
La història del baclava no està ben documentada. Tot i haver estat reclamades com a postres pròpies per uns quants pobles, sembla clar que és d'origen turc, i ve de l'Àsia central. El seu aspecte i forma actuals es van crear a les cuines imperials del Palau de Topkapı.
Vryonis (1971) va dir que els antics gastris, kopte, kopton, o koptoplakous grecs, que apareixen a Deipnosophistae, eren baclava, i els va esmentar com un "dolç romà d'Orient". Tanmateix, Perry (1994) diu que encara que els gastris contenien un farciment de nous i mel, no tenien gens de pasta ni massa. Al seu lloc s'hi posava una barreja de mel i sèsam molt semblant a la dels pasteli o halva moderns.
Aleshores, Perry va demostrar que les capes de pasta van ser creades pels turcs a l'Àsia central. Diu que la baula perduda entre les capes de pasta de l'Àsia central (que no incloïen nous) i les pastes modernes fetes de pasta fil·lo és el plat de l'Azerbaidjan Bakı pakhlavası, fet d'unes quantes capes de pasta i nous. Els tradicionals puskal o yupka de l'Uzbekistan i els yoka tàtars, gustosos (boreks) dolços i salats fets de deu a dotze capes de pasta, són uns altres exemples de l'estil de pasta de capes de les regions turques.
La fina pasta fil·lo d'ara va ser probablement creada a les cuines del Palau de Topkapı. Efectivament, el soldà oferia safates de baclava als geníssers cada dia 15 del Ramadà en una processó cerimonial anomenada Baklava Alayı.
Les altres dades sobre els seus orígens diuen: que és d'origen assiri, remuntant-se a l'antiga Mesopotàmia, i que va ser esmentat en un llibre de cuina mesopotami sobre receptes amb nous. Que Muhammad bin Hasan al-Baghdadi en parla al seu llibre de cuina del segle xiii; que són unes postres romanes d'Orient populars. Però Claudia Roden i Andrew Dalby no troben cap prova d'aquesta afirmació a les fonts àrabs, gregues o romanes d'Orient d'abans de l'Imperi Otomà.

Una de les receptes més antigues que es coneixen semblants al Baklava es va trobar en un llibre de cuina xinesa escrit el 1330 sota la Dinastia (mongola) Yuan amb el nom de güllach (Buell, 1999). El "Güllaç" el trobem també a la cuina turca. Es fiquen capes de pasta fil·lo una a una a un recipient amb llet calenta i sucre. Es serveix amb nous i magrana, i s'acostuma a menjar durant el Ramadà. 

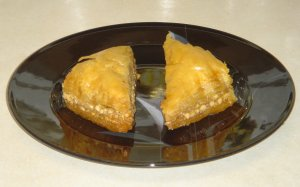
El típic baclava, endolcit amb almívar.

Michael Krondl, un famós escriptor de gastronomia diu que fins i tot avui podem dibuixar les fronteres de l'Imperi Otomà, mirant els pobles que mengen baclava tradicionalment.

## Etimologia
La paraula baclava prové del turc, baklava. Sovint s'associa amb el nom àrab de la mongeta (بقلة, baqla), però al Diccionari de l'Àrab Modern Escrit o Diccionari Wehr ambdós mots hi apareixen sense cap mena de relació. Akın i Lambraki consideren que la paraula baklava va passar del turc a l'àrab. Buell (1999) diu que la paraula baklava podria tenir l'origen en l'arrel baγla- que significa ‘lligar’, ‘embolicar’, ‘apilar’, en mongol, afegint-hi el sufix verbal -v de la llengua turca. De baclava en podem trobar a moltes cuines, amb poques variacions fonètiques.